# Макарово (Подольський міський округ)
Мака́рово (рос. Макарово) — присілок у складі Подольського міського округу Московської області, Росія.

## Населення
Населення — 108 осіб (2010; 64 у 2002).
Національний склад (станом на 2002 рік):
- росіяни — 97 %